# Ana Pupedan
Ana Pupedan je pivška glasbena skupina, ki deluje od leta 1992. Sestavljajo jo člani Simon Avsec (vokal, violina, mandolina, orglice), Boštjan Požar - Skok (kitara, spremljevalni vokal, klarinet) in Peter Žnidaršič - Pero (bas kitara, berda, spremljevalni vokal). Do smrti leta 2025 je bobne in vokal prispeval Marko Doles.
Ana Pupedan v primorskem narečju pomeni uro eno popoldan, hkrati pa zavajujoče zveni kot ime in priimek dekleta.

## Zgodovina
Ana Pupedan je nastala ob združitvi dveh skupin. V prvi sta igrala Simon in Peter, v tej skupini so okoli leta 1991 nastale tudi nekatere skladbe, ki jih najdemo na prvem albumu An je pupedan jü (Dočakal sem nov dan, Gledam v iluzijo in Resničen svet). V drugi skupini sta skupaj igrala Marko in Boštjan.  Tej skupini je bilo najprej ime Insectus, kasneje pa se je preimenovala v Rekvijem. Vsi štirje so se poznali že od osnovne šole, prvo skupno vajo pa so imeli 7. novembra 1992.
Od takrat so v nespremenjeni zasedbi imeli čez 800 nastopov, vključno s koncerti v Makedoniji, Bolgariji, Srbiji, Italiji, Danski, Belgiji, ZDA, Ukrajini in po Dalmaciji.
24. novembra 2007 je v športni dvorani Skala v Pivki skupina praznovala 15. obletnico obstoja. Na koncertu je bilo veliko gostujočih izvajalcev - Vlado Kreslin, Zoran Predin, Zmelkoow, Zablujena generacija, Elvis Jackson in drugi. Koncert je bil posnet in izdan na CDju (22 pesmi) in video DVDju (37 pesmi) pod imenom Dobrodelni koncert ob 15. obletnici.
20. obletnico so praznovali 17. novembra 2012, gosti so bili Zmelkoow in Danilo Kocjančič s prijatelji.
Marca 2017 so skupaj z Janijem Kovačičem izdali album BESNE PESMI, ki so ga posneli v živo na koncertih v Ajdovščini in Postojni. Opisali so ga z besedami "To je naša prabitnost. Program spevnih pesmi, prigodnic za vsakdanjo rabo, za te neperspektivne čase. Zaigrajte si jih, morda vam bo lažje!"
Ob 25. jublileju 10. novembra 2017 so v dvorani Skala z njimi nastopali Klemen Klemen, RecycleMan (Ali En), Drago Mislej - Mef, Zoran Predin, Slavko Ivančič, Borut Marolt (Niet), Grega Skočir (Big Foot Mama), Medea Novak, Davorin Bešvir (Pridigarji) in drugi.
Svojo 30. obletnico so praznovali 12. novembra 2022, ponovno v dvorani Skala. Na odru so se jim pridružili Rudi Bučar, Goran Šalamon (Demolition Group), Tina Marinšek (Tabu), Marko in Mirko Vuksanovič (Avtomobili), Drago Mislej Mef, Gojimir Lešnjak - Gojc, Zoran Čalić (Big Foot Mama, Majke), David Kovšca - Buda (Elvis Jackson), Jure Počkaj, Meta Fajdiga, David Šuligoj, Pivo in Čevapi in Miha Brajnik.
Bobnar skupine Marko Doles se je smrtno ponesrečil 25. januarja 2025 v pohodniški nesreči v okolici Šebrelj.

## Diskografija
| An je pupedan jü | An je pupedan jü              | An je pupedan jü |
| Št.              | Naslov                        | Dolžina          |
| ---------------- | ----------------------------- | ---------------- |
| 1.               | „Ana pupedan‟                 | 1:51             |
| 2.               | „Pijan‟                       | 4:46             |
| 3.               | „Rdeča kočija‟                | 2:48             |
| 4.               | „Četrtek‟                     | 6:20             |
| 5.               | „Lublan-ska‟                  | 1:34             |
| 6.               | „Bojzi‟                       | 1:44             |
| 7.               | „Sonce‟                       | 2:37             |
| 8.               | „Bla bla bla‟                 | 6:21             |
| 9.               | „Kolo‟                        | 2:07             |
| 10.              | „Do neba‟                     | 3:02             |
| 11.              | „Dočakal sem nov dan‟         | 3:49             |
| 12.              | „Up Against the Wall‟         | 3:29             |
| 13.              | „December‟                    | 2:52             |
| 14.              | „Gledam v iluzijo‟            | 3:57             |
| 15.              | „Resničen svet‟               | 4:33             |
| 16.              | „Kolo (na suhu)‟              | 2:21             |
| 17.              | „Ana pupedan (na suhu)‟       | 1:47             |
| 18.              | „Ne slišim kitare‟            | 1:46             |
| 19.              | „Kočija‟                      | 2:38             |
| 20.              | „Slišim kitaro‟               | 0:57             |
| 21.              | „Fantovski dan‟               | 2:00             |
| 22.              | „Cigan-ska‟                   | 2:02             |
| 23.              | „Imerikan-ska (Hrvaški ples)‟ | 4:34             |

| Ante prupagandni balar | Ante prupagandni balar                | Ante prupagandni balar |
| Št.                    | Naslov                                | Dolžina                |
| ---------------------- | ------------------------------------- | ---------------------- |
| 1.                     | „Časopis‟                             | 2:59                   |
| 2.                     | „Leasing‟                             | 2:16                   |
| 3.                     | „Mehke cure‟                          | 2:38                   |
| 4.                     | „Didly Dudly‟                         | 3:25                   |
| 5.                     | „Pupivški rep‟                        | 3:17                   |
| 6.                     | „Afrika‟                              | 2:24                   |
| 7.                     | „Luna‟                                | 3:18                   |
| 8.                     | „Kalafonija‟                          | 2:33                   |
| 9.                     | „Seksi zgodbice‟                      | 3:51                   |
| 10.                    | „Tektonika‟                           | 3:57                   |
| 11.                    | „Erotični song‟                       | 4:29                   |
| 12.                    | „Harmonikaš‟                          | 2:33                   |
| 13.                    | „Sejem plastike in skaja‟             | 3:35                   |
| 14.                    | „Smnj plastike jnu skaja 10. v Pivki‟ | 0:47                   |
| 15.                    | „Pwštar‟                              | 3:12                   |
| 16.                    | „Šan lejp tih večjr‟                  | 2:43                   |
| 17.                    | „Formula za pogum‟                    | 3:32                   |
| 18.                    | „Nej u tuojmi stili‟                  | 3:10                   |
| 19.                    | „Puzimi pada deš‟                     | 0:34                   |
| 20.                    | „Tistega lepega dne III.‟             | 18:45                  |

| brez naslova | brez naslova          | brez naslova |
| Št.          | Naslov                | Dolžina      |
| ------------ | --------------------- | ------------ |
| 1.           | „Ruf an‟              | 2:28         |
| 2.           | „Moja domovina‟       | 3:06         |
| 3.           | „Jebela cesta‟        | 2:44         |
| 4.           | „Nemoj da me pljuneš‟ | 2:50         |
| 5.           | „Is This Love?‟       | 3:52         |
| 6.           | „Whcet‟               | 4:05         |
| 7.           | „Wat kan aj du‟       | 3:58         |
| 8.           | „Menežer‟             | 3:17         |
| 9.           | „Risotto con gato‟    | 2:31         |
| 10.          | „Marimar‟             | 5:04         |
| 11.          | „Kaskader‟            | 3:49         |
| 12.          | „Transformator‟       | 7:31         |
| 13.          | „Luknjasta barka‟     | 2:19         |

| Na domači brjači | Na domači brjači          | Na domači brjači |
| Št.              | Naslov                    | Dolžina          |
| ---------------- | ------------------------- | ---------------- |
| 1.               | „Cigodrom‟                | 2:27             |
| 2.               | „Ti moraš‟                | 3:21             |
| 3.               | „Čista misel‟             | 2:57             |
| 4.               | „Nase in vase‟            | 2:55             |
| 5.               | „Zločin in kazen‟         | 2:59             |
| 6.               | „Na domači brjači‟        | 2:51             |
| 7.               | „Smrt blagega diktatorja‟ | 3:54             |
| 8.               | „Taka si‟                 | 3:01             |
| 9.               | „Nafte ni‟                | 4:00             |
| 10.              | „Maligani‟                | 2:55             |
| 11.              | „Svoboda (hipijska)‟      | 4:26             |
| 12.              | „Prvomajska sreča‟        | 2:30             |

| Dobrodelni koncert ob 15. obletnici | Dobrodelni koncert ob 15. obletnici                                   | Dobrodelni koncert ob 15. obletnici |
| Št.                                 | Naslov                                                                | Dolžina                             |
| ----------------------------------- | --------------------------------------------------------------------- | ----------------------------------- |
| 1.                                  | „Šan lejp tih večjr‟ (kot Ante Upedanten Banda)                       |                                     |
| 2.                                  | „Pwštr‟ (kot Ante Upedanten Banda)                                    |                                     |
| 3.                                  | „Formula za pogum‟ (kot Ante Upedanten Banda z Juretom Torijem)       |                                     |
| 4.                                  | „Smnj plastike inu skaja‟ (z Juretom Torijem)                         |                                     |
| 5.                                  | „Ti moraš‟                                                            |                                     |
| 6.                                  | „Cigodrom‟                                                            |                                     |
| 7.                                  | „Luna‟ (z Dragom Mislejem - Mefom)                                    |                                     |
| 8.                                  | „Ruf an‟ (z Gogo Sedmakom)                                            |                                     |
| 9.                                  | „Erotični song‟ (z Zoranom Predinom)                                  |                                     |
| 10.                                 | „Jebela cesta‟ (z Danijem Kavašem)                                    |                                     |
| 11.                                 | „Do neba‟ (z Aniko Horvat)                                            |                                     |
| 12.                                 | „Kaskader‟ (z Janijem Kovačičem)                                      |                                     |
| 13.                                 | „Pupivški rep‟ (s Sergejem Ranđelovićem - RunJoem)                    |                                     |
| 14.                                 | „Moja domovina‟ (z Ivanom Volaričem - Feotom)                         |                                     |
| 15.                                 | „Wat kan aj du‟ (z Alešom Hadalinom)                                  |                                     |
| 16.                                 | „Resničen svet‟ (z Juretom Torijem in Vladom Poredošem)               |                                     |
| 17.                                 | „Zločin in kazen‟                                                     |                                     |
| 18.                                 | „Čista misel‟                                                         |                                     |
| 19.                                 | „Lublan-ska‟ (z Robert Vatovec Big Bandom)                            |                                     |
| 20.                                 | „Luknjasta barka‟ (z Robert Vatovec Big Bandom)                       |                                     |
| 21.                                 | „Is dis lou?‟ (z Robert Vatovec Big Bandom)                           |                                     |
| 22.                                 | „Časopis‟ (z Robert Vatovec Big Bandom)                               |                                     |
| 23.                                 | „Taka si ku si‟                                                       |                                     |
| 24.                                 | „Nase in vase‟                                                        |                                     |
| 25.                                 | „Nemoj da me pljuneš‟ (z Dej še'n litro)                              |                                     |
| 26.                                 | „Kolo‟ (z Dej še'n litro)                                             |                                     |
| 27.                                 | „Ne sladoleda ne mesa‟ (s Slavkom Ivančičem)                          |                                     |
| 28.                                 | „Šan lejp tih večjr‟                                                  |                                     |
| 29.                                 | „Blišč in beda‟ (vokalna skupina Amadeus)                             |                                     |
| 30.                                 | „Dočakal sem nov dan‟ (z Vladom Kreslinom)                            |                                     |
| 31.                                 | „Rdeča kočija‟ (s Tinkaro Kovač)                                      |                                     |
| 32.                                 | „Afrika‟ (z Davidom Kovšco - Budo)                                    |                                     |
| 33.                                 | „Sexi zgodbice‟ (z Zablujeno Generacijo)                              |                                     |
| 34.                                 | „Up Against the Wall‟ (s Perom Lovšinom)                              |                                     |
| 35.                                 | „Nej u tuajmi stili‟ (kot Ante Upedanten Banda z Veselimi srakoperji) |                                     |
| 36.                                 | „Tistegea lepega dne III.‟ (kot Ante Upedanten Banda z vsemi gosti)   |                                     |
| 37.                                 | „Pod rožnato planino‟ (kot Anademski Pupevski Pulpet)                 |                                     |

| BESNE PESMI (z Janijem Kovačičem, CD 1) | BESNE PESMI (z Janijem Kovačičem, CD 1) | BESNE PESMI (z Janijem Kovačičem, CD 1) |
| Št.                                     | Naslov                                  | Dolžina                                 |
| --------------------------------------- | --------------------------------------- | --------------------------------------- |
| 1.                                      | „Grand Hotel S‟                         | 4:53                                    |
| 2.                                      | „Doba tepcev‟                           | 2:26                                    |
| 3.                                      | „Evina polka‟                           | 3:33                                    |
| 4.                                      | „Cestarja bluz‟                         | 3:03                                    |
| 5.                                      | „Krivica skázica‟                       | 3:11                                    |
| 6.                                      | „Otroško slovenska‟                     | 1:35                                    |
| 7.                                      | „Mossa finale‟                          | 2:02                                    |
| 8.                                      | „Karierno kavbojska‟                    | 2:48                                    |
| 9.                                      | „Štirje karte špilajo‟                  | 3:50                                    |
| 10.                                     | „Kje so tiste stezice‟                  | 2:01                                    |
| 11.                                     | „Ça ira / Saj gre‟                      | 1:25                                    |
| 12.                                     | „La carmagnole / Karmanjola‟            | 3:55                                    |
| 13.                                     | „Eksodus‟                               | 4:30                                    |
| 14.                                     | „Brambovec‟                             | 3:07                                    |
| 15.                                     | „Mizerija‟                              | 2:50                                    |
| 16.                                     | „Internacijaonala‟                      | 4:29                                    |
| 17.                                     | „Sirtáki‟                               | 4:35                                    |
| 18.                                     | „Gaudeanus igitur‟                      | 1:06                                    |
| 19.                                     | „Ukrajinske neveste‟                    | 3:42                                    |
| 20.                                     | „Tarantela‟                             | 2:59                                    |
| 21.                                     | „Ljudje govorijo‟                       | 3:49                                    |
| 22.                                     | „Besna‟                                 | 3:20                                    |
| 23.                                     | „Pavza‟                                 | 0:22                                    |

| BESNE PESMI (z Janijem Kovačičem, CD 2) | BESNE PESMI (z Janijem Kovačičem, CD 2) | BESNE PESMI (z Janijem Kovačičem, CD 2) |
| Št.                                     | Naslov                                  | Dolžina                                 |
| --------------------------------------- | --------------------------------------- | --------------------------------------- |
| 1.                                      | „Agencija‟                              | 7:34                                    |
| 2.                                      | „Press-ing‟                             | 5:24                                    |
| 3.                                      | „Demošisti & democisti‟                 | 4:53                                    |
| 4.                                      | „Hevi metal prekariat‟                  | 4:42                                    |
| 5.                                      | „Prekleti krokodil‟                     | 5:52                                    |
| 6.                                      | „Himna 1‟                               | 3:44                                    |
| 7.                                      | „Niakok‟                                | 3:45                                    |
| 8.                                      | „Trubarrep‟                             | 4:25                                    |
| 9.                                      | „Žleht‟                                 | 6:21                                    |
| 10.                                     | „Kanibali‟                              | 4:05                                    |
| 11.                                     | „Ameba‟                                 | 3:31                                    |
| 12.                                     | „Globalno segrevanje‟                   | 4:11                                    |
| 13.                                     | „Zabava za reveže‟                      | 7:25                                    |

| Naši u kantini | Naši u kantini               | Naši u kantini |
| Št.            | Naslov                       | Dolžina        |
| -------------- | ---------------------------- | -------------- |
| 1.             | „Du Šempjetra‟               | 2:46           |
| 2.             | „Brez krmpjrja‟              | 3:10           |
| 3.             | „Gwdec‟                      | 3:09           |
| 4.             | „Pašta‟                      | 2:47           |
| 5.             | „Življenja čaše‟             | 4:00           |
| 6.             | „Plačaj pupedancem en špric‟ | 2:17           |
| 7.             | „Sanje pankerja‟             | 2:52           |
| 8.             | „Mornarska‟                  | 4:20           |
| 9.             | „Tatjanca‟                   | 3:56           |
| 10.            | „Goodbye Charlie‟            | 3:35           |
| 11.            | „Cari amici bocciatori‟      | 2:35           |
| 12.            | „Oda vodi‟                   | 3:40           |